# Vilma Nugis
Vilma Nugis (8 de octubre de 1958-7 de diciembre de 2024) fue una deportista estonia que compitió en esquí de fondo adaptado. Ganó una medalla de bronce en los Juegos Paralímpicos de Lillehammer 1994, en la prueba de 5 km estilo libre (clase B3).

## Palmarés internacional
| Juegos Paralímpicos | Juegos Paralímpicos   | Juegos Paralímpicos | Juegos Paralímpicos  |
| Año                 | Lugar                 | Medalla             | Prueba               |
| ------------------- | --------------------- | ------------------- | -------------------- |
| 1994                | Lillehammer (Noruega) | Medalla de bronce   | 5 km estilo libre B3 |